# کیس‌اکس‌سیس
کیس‌اکس‌سیس (به ژاپنی: キス×シス Kisu×shisu) یک مجموعه مانگا سینن ژاپنی که توسط بو دیتاما نوشته و مصورسازی شده‌است. این سری برای اولین بار در نسخهٔ ژانویه ۲۰۰۴ مجلهٔ سینن کودانشا به نام بیساتسو یانگ (هفته‌نامه یانگ فعلی) به چاپ رسید،و سپس از ۱۱ دسامبر ۲۰۰۵ به صورت منظم در همان مجله انتشار یافت. دو مجموعه انیمه‌ای نیز به کارگردانی موننوری ناوا، توسط استودیوی فیل از روی نسخهٔ مانگای آن ساخته شد; یک مجموعه تلویزیونی انیمه ۱۲ قسمتی که از ۵ آوریل ۲۰۱۰ تا ۲۱ ژوئن ۲۰۱۰ از شبکه ای‌تی-ایکس پخش گردید و یک اووی‌ای ادامه‌دار که از دسامبر ۲۰۰۸ در حال پخش است.

## خلاصه داستان
داستان حول محور پسر سال سوم راهنمایی ژاپنی به نام کیتا است که همراه با پدر، نامادری و دو خواهر ناتنی دوقلویش به نام‌های آکو و ریکو زندگی می‌کند. کیتا خود را برای آزمون ورودی به دبیرستان آماده می‌کند و خواهرانش سعی در کمک به او را دارند. اما با جلوتر رفتن داستان، آن‌ها به کیتا وابسته می‌شوند و در نهایت احساسات خود را برای او بازگو می‌کنند...